# Bendis impar
Bendis impar là một loài bướm đêm trong họ Noctuidae.